# Myles Frost
Myles Frost (nacido el 21 de julio de 1999) es un actor, bailarín y cantante estadounidense.En 2022 ganó el Premio Tony al mejor actor principal en un musical por su interpretación de Michael Jackson en la producción teatral de Broadway de MJ the Musical y recibió una nominación al premio Grammy por la grabación del elenco.

## Vida y carrera
Frost nació en Silver Spring, Maryland. Pasó sus primeros años yendo y viniendo entre Maryland y Washington D. C. Criado por su madre, Charmayne Strayhorn, ingeniera de sistemas, y su abuela, maestra de escuela, desarrolló dos pasiones duraderas a temprana edad: el golf, comenzar a los tres años, y piano, a partir de los cinco años. Al crecer, cantó y tocó el piano y la batería en la iglesia, y actuó en una banda de versiones de R&B en la escuela secundaria en centros comerciales locales. Mientras asistía a la escuela secundaria Thomas S. Wootton en Rockville, Maryland, actuó en producciones escolares de los musicales Hairspray (como Seaweed), Legally Blonde (como Warner) y Cinderella (como Lord Pinkleton). En 2017, cuando aún estaba en la escuela secundaria, participó en The Voice, pero ninguno de los entrenadores lo seleccionó para avanzar más en la competencia.
Después de graduarse de la escuela secundaria, Frost ingresó a la Universidad Belmont en Nashville, donde estudió tecnología musical durante dos años. Se transfirió de Belmont a la Universidad Estatal de Bowie para estudiar ingeniería de audio, pero finalmente dejó la escuela cuando fue elegido para interpretar a Michael Jackson en la producción de Broadway de MJ the Musical. Frost obtuvo el papel después de que Ephraim Sykes dejara la producción al final del desarrollo del programa, y los productores tuvieron que buscar un nuevo actor rápidamente. El equipo de producción audicionó a muchos actores consagrados, pero ninguno de ellos funcionaba y amplió su búsqueda. Un vídeo de YouTube de Frost interpretando la canción "Billie Jean" de un concurso de talentos de la escuela secundaria llamó la atención de los productores y lo invitaron a una audición; finalmente ganando el papel. Frost obtuvo una atención crítica positiva y ganó en 2022  el Premio Tony al mejor actor principal en un musical por su interpretación de Michael Jackson en la producción teatral de Broadway de MJ the Musical. Myles dejó la producción el 2 de abril de 2023. Fue reemplazado por Elijah Johnson de Mindless Behavior el 4 de abril de 2023.

## Filmografía

### Cine
| Año  | Título | Papel          | Notas |
| ---- | ------ | -------------- | ----- |
| 2023 | Origin | Trayvon Martin |       |

### Televisión
| Año       | Título                                 | Papel                | Notas                          |
| --------- | -------------------------------------- | -------------------- | ------------------------------ |
| 2017      | The Voice                              | Él mismo/Concursante | No seleccionado                |
| 2019      | All In                                 | Shane                | Película de televisión         |
| 2019–2020 | Family Reunion                         | Aparición vocal      | 3 episodios (temporadas 1 & 2) |
| 2021      | American Gangster Presents: The Big 50 | Clarence             | Película original de BET+      |